# Erythronium purpurascens
Erythronium purpurascens es una especie de planta bulbosa perteneciente a la familia de las liliáceas, es conocida con el nombre común de purple fawn lily y Sierra Nevada fawn lily. 

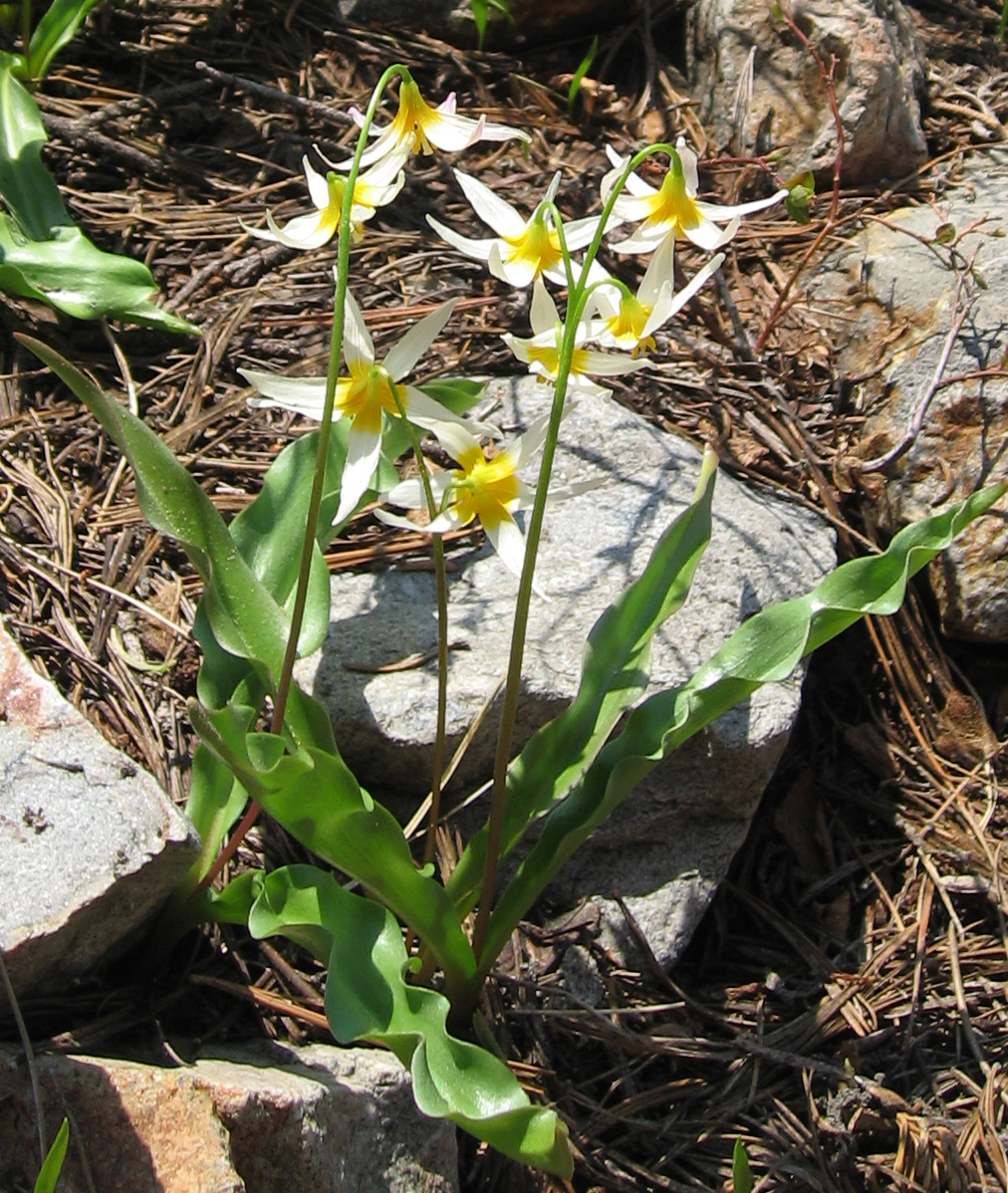
Vista de la planta en su hábitat

## Distribución y hábitat
Es originaria de California, donde crece en las altas montañas al sur de la Cordillera de las Cascadas y Sierra Nevada. 

## Descripción
Esta planta silvestre de montaña crece a partir de un bulbo de 2 a 4 centímetros de largo y produce dos hojas de color verde, estrechas de hasta 15 centímetros de longitud. Los tallos erectos alcanzan a un máximo de 20 centímetros de altura, y producen desde una hasta seis flores. La flor tiene los tépalos de color blanco con las bases amarillas que se vuelven de color púrpura con la edad. Cada tépalo tiene solo uno o dos centímetros de largo y rizos. Los estambres y sus grandes anteras así como el estilo son de color amarillo. La floración se produce cuando las últimas nieves se funden, que podría no ser hasta el verano.

## Taxonomía
Erythronium purpurascens fue descrita por  Sereno Watson    y publicado en Proceedings of the American Academy of Arts and Sciences 12: 277–278. 1877.
Etimología
Erythronium: nombre genérico que  se refiere al color de las flores de algunas de sus especies de color rojo (del griego erythros = rojo), aunque también pueden ser de color amarillo  o blanco.
purpurascens: epíteto latino que significa "de color púrpura".
Sinonimia
- Erythronium grandiflorum var. multiflorum Torr., Pacif. Railr. Rep. Parke, Bot. 4(5; 4): 146 (1857).
- Erythronium purpurascens var. uniflorum S.Watson in S.Watson & al., Bot. California 2: 171 (1880).
- Erythronium grandiflorum f. multiflorum (Torr.), Vilm. Blumengärtn. ed. 3, 1: 1115 (1895).
- Erythronium revolutum Baker, Gard. Chron., n.s., 5: 138 (1976), nom. illeg.[4]